# Âm nhạc của Kud Wafter
Kud Wafter là một visual novel do Key phát triển và Visual Art's phát hành năm 2010. Danh sách đĩa nhạc của Kud Wafter gồm một đĩa đơn, một soundtrack, và một album phối lại.

## Soundtrack

### One's Future
"One's Future"
Tất cả nhạc phẩm được soạn bởi Jun'ichi Shimizu.
| Track listing    | Track listing                                                            | Track listing    | Track listing |
| STT              | Nhan đề                                                                  | Arrangement      | Thời lượng    |
| ---------------- | ------------------------------------------------------------------------ | ---------------- | ------------- |
| 1.               | "One's Future" (Lyrics by Kai; Performed by Miyako Suzuta)               | Manack           | 5:04          |
| 2.               | "One's Future (Let's Go Kud! ver.)" (Performed by Miyako Suzuta)         | Manack           | 5:05          |
| 3.               | "One's Future (Off Vocal instrumental)"                                  | Manack           | 5:04          |
| 4.               | "One's Future (Off Vocal+Chorus instrumental)" (Chorus by Miyako Suzuta) | Manack           | 5:04          |
| 5.               | "Adagio for Summer Wind"                                                 | Jun'ichi Shimizu | 2:12          |
| Tổng thời lượng: | Tổng thời lượng:                                                         | Tổng thời lượng: | 22:29         |

### Kud Wafter Original Soundtrack
Kud Wafter Original Soundtrack
Tất cả nhạc phẩm được soạn bởi Jun'ichi Shimizu.
| Track listing    | Track listing | Track listing    | Track listing |
| STT              | Nhan đề | Arrangement      | Thời lượng    |
| ---------------- | --- | ---------------- | ------------- |
| 1.               | "Sunday Morning Dance" | Jun'ichi Shimizu | 3:03          |
| 2.               | "At The Mountain Behind" | Jun'ichi Shimizu | 2:55          |
| 3.               | "Mini Glamour" | Jun'ichi Shimizu | 1:51          |
| 4.               | "Path of Sunset" | Jun'ichi Shimizu | 2:48          |
| 5.               | "Breath of Stars" | Jun'ichi Shimizu | 2:21          |
| 6.               | "Color Blossom" | Jun'ichi Shimizu | 1:57          |
| 7.               | "Where I Belong" | Jun'ichi Shimizu | 2:42          |
| 8.               | "When We Wish a Upon a Star" | Jun'ichi Shimizu | 2:15          |
| 9.               | "Cape of Future" | Jun'ichi Shimizu | 2:23          |
| 10.              | "Adagio for Summer Wind" | Jun'ichi Shimizu | 2:21          |
| 11.              | "Trampoline Girl" | Jun'ichi Shimizu | 2:14          |
| 12.              | "August Green" | Jun'ichi Shimizu | 2:23          |
| 13.              | "Moontan" | Jun'ichi Shimizu | 3:47          |
| 14.              | "The Roots of Consciousness" | Jun'ichi Shimizu | 4:04          |
| 15.              | "Bloom of Youth" | Jun'ichi Shimizu | 2:28          |
| 16.              | "Further Away" | Jun'ichi Shimizu | 2:33          |
| 17.              | "Grief" | Jun'ichi Shimizu | 3:07          |
| 18.              | "Close to Edge" | Jun'ichi Shimizu | 2:29          |
| 19.              | "Reminiscence" | Jun'ichi Shimizu | 2:30          |
| 20.              | "Star Dust" | Jun'ichi Shimizu | 2:21          |
| 21.              | "Hoshimoriuta" (星守歌 Star Defense Song) (Lyrics by Chika Shirokiri; Performed by Miyako Suzuta)                                                | Jun'ichi Shimizu | 3:40          |
| 22.              | "Hoshikuzu" (星屑 Stardust) (Lyrics by Chika Shirokiri; Performed by Haruka Shimotsuki)                                                          | Jun'ichi Shimizu | 5:33          |
| 23.              | "Hoshimoriuta (a capella ver.)" (星守歌 (アカペラ版) Star Defense Song (a capella ver.)) (Lyrics by Chika Shirokiri; Performed by Miyako Suzuta) | Jun'ichi Shimizu | 2:45          |
| 24.              | "One's Future (Rock Band Mix)" (Lyrics by Kai; Performed by Miyako Suzuta)                                                                       | Manack           | 5:03          |
| Tổng thời lượng: | Tổng thời lượng: | Tổng thời lượng: | 69:33         |

### Albina: Assorted Kudwaf Songs
Albina: Assorted Kudwaf Songs
Tất cả nhạc phẩm được soạn bởi Jun'ichi Shimizu.
| Track listing    | Track listing                                                                 | Track listing               | Track listing |
| STT              | Nhan đề                                                                       | Arrangement                 | Thời lượng    |
| ---------------- | ----------------------------------------------------------------------------- | --------------------------- | ------------- |
| 1.               | "Overture"                                                                    | Jun'ichi Shimizu            | 2:01          |
| 2.               | "One's Word" (Lyrics by Kai; Performed by Miyako Suzuta)                      | Jun'ichi Shimizu            | 5:27          |
| 3.               | "Albina" (アルビナ Arubina) (Lyrics by Kai; Performed by Duca)                | Jun'ichi Shimizu            | 5:07          |
| 4.               | "Urayama Shōkei" (裏山小径 Path on the Hill)                                  | Jun'ichi Shimizu            | 3:38          |
| 5.               | "Hoshi Furu Oka" (星降る丘 Hill of Falling Stars)                             | Jun'ichi Shimizu            | 6:56          |
| 6.               | "August Wind"                                                                 | Jun'ichi Shimizu            | 4:41          |
| 7.               | "Sunday Morning Sunlight"                                                     | Jun'ichi Shimizu            | 3:36          |
| 8.               | "Toriniku no Uta" (鶏肉の唄 Chicken Song) (Lyrics by Kai; Performed by Asari) | Jun'ichi Shimizu, Akane Doi | 5:36          |
| 9.               | "Fragment" (Lyrics by Kai; Performed by Miyako Suzuta)                        | Jun'ichi Shimizu            | 5:45          |
| 10.              | "Hoshizora"                                                                   | Jun'ichi Shimizu, Akane Doi | 23:16         |
| Tổng thời lượng: | Tổng thời lượng:                                                              | Tổng thời lượng:            | 66:03         |